# Сазонов, Дмитрий Петрович
Дми́трий Петро́вич Сазо́нов (28 октября 1868, ст. Каменская, область Войска Донского —25 апреля 1933, Касабланка) — генерал-лейтенант Донской армии.

## Биография
| Воинские звания | Воинские звания   | Воинские звания | Воинские звания |
| Дата            | Звание            | Примечание      |                 |
| --------------- | ----------------- | --------------- | --------------- |
| 06.09.1886      | юнкер             |                 |                 |
| 09.08.1888      | Хорунжий          |                 |                 |
| 09.10.1889      | корнет            |                 |                 |
| 12.03.1891      | Хорунжий          | переименован    |                 |
| 30.08.1892      | Сотник            |                 |                 |
| 13.04.1897      | Подъесаул         |                 |                 |
| 06.12.1906      | Есаул             | ст. 09.08.1906  |                 |
| 06.12.1910      | полковник         |                 |                 |
| 23.09.1915      | генерал-майор     | ст. 06.12.1916  |                 |
| 17.12.1918      | Генерал-лейтенант |                 |                 |

Дмитрий Петрович родился 28 октября 1868 года. Из дворян Области Войска Донского, станицы Каменской.
В 1886 году окончил Михайловский Воронежский Кадетский корпус.
6 сентября 1886 года вступил в службу юнкером в Николаевское кавалерийское училище.
Выпущен из училища в 1888 году Хорунжим.
9 октября 1889 года — корнет лейб-гвардии Атаманского полка.
Окончил Офицерскую артиллерийскую школу.
Офицер Донского казачьего войска.
С 1909 по 1915 год помощник командира Атаманского полка по хозяйственной части.
23 сентября 1915 года Дмитрию Петровичу присвоено звание генерал-майор с назначением командиром Атаманского полка.
23 ноября 1915 года зачислен в Свиту Его Величества (с оставлением в полку).
С 28 ноября 1915 года генерал для поручений при походном атамане всех казачьих войск (с оставлением в полку).
В августе 1917 года помощник походного атамана всех казачьих войск.
Во время Гражданской войны в Донской армии и ВСЮР.
С 25 октября по ноябрь 1918 года находился в составе посольства Всевеликого Войска Донского в страны Антанты (Атаман «Зимовой станицы» в г. Яссы).
Эвакуирован вместе с женой на корабле «Панама» из г. Новороссийска за границу в начале 1920 года.
Умер 25 апреля 1933 года в эмиграции в Касабланке. Похоронен на местном христианском кладбище Бен-Мсик.

## Семья
Жена: Варвара Семёновна (ур. Проташинская)

## Награды
- орден Святого Станислава 3-й степени (25.12.1901).
- орден Святой Анны 3-й степени (12.03.1906).
- орден Святого Станислава 2-й степени (07.01.1907).
- орден Святого Владимира 3-й степени с мечами (26.01.1915).
- орден Святого Георгия 4-й степени[источник не указан 2156 дней].
- Георгиевское оружие (ВП 31.01.1915) «за то, что 16 августа 1914 г. под Новорадомском, командуя спешенными сотнями полка, с отличным мужеством и распорядительностью, огнём остановил атаки густых цепей превосходных сил германцев на конную батарею и прикрыл лавой её отход, задержав превосходные силы неприятельской конницы и пехоты и нанеся им значительный урон».
- мечи и бант к ордену Святого Владимира 4-й степени (16.05.1915).
- орден Святого Станислава 1-й степени с мечами (27.04.1916).
- мечи к ордену Святой Анны 2-й степени (24.05.1916).
- мечи к ордену Святого Станислава 2-й степени (30.12.1916).
- орден Святой Анны 1-й степени (01.01.1917).